# Мамедов, Рафик Джаббар оглы
Рафик Джаббар оглы Мамедов (азерб. Rafiq Cabbar oğlu Məmmədov; род. 1951, Нахичеванская АССР) — советский азербайджанский сварщик, лауреат Государственной премии Азербайджанской ССР (1988). Народный депутат СССР (1989—1991).

## Биография
Родился в 1951 году в Нахичеванской АССР.
С 1967 года — рабочий передвижной механизированной колонны, с 1969 года — сварщик Нахичеванского завода железобетонных изделий. В 1970—1972 годах служил в Советской Армии, с 1972 года — сварщик, позже — бригадир сварщиков-монтажников передвижной механизированной колонны № 101 треста № 5 Министерства строительства Азербайджанской ССР, расположенной в городе Нахичевань, столице Нахичеванской автономной республики. Достиг высоких результатов при выполнении производственных заданий одиннадцатой (1981—1985) и двенадцатой (1986—1990) пятилеток. Широко применял в работе передовую практику, за улучшение качества производимой продукции, рационального использования техники и сырья в 1988 году удостоен Государственной премии Азербайджанской ССР. 
Активно участвовал в общественно-политической жизни республики и Советского Союза. Состоял в КПСС с 1979 года, выдвинут делегатом на XXVII съезд КПСС и XXXI съезд КП Азербайджана, член ЦК КП Азербайджана (1986—1990). В 1984 году избран депутатом Верховного Совета СССР 11-го созыва, в 1989 году избран народным депутатом СССР от Бакинского — Нахичеванского первого городского национально-территориального избирательного округа № 613 Нахичеванской АССР.